# Теракт на озере Чад
Теракт на озере Чад - серия трех последовательных взрывов террористов-смертников, произошедшая 5 декабря 2015 года на рынке Лулу-Фу, на острове озера Чад.

## Ход событий
Три последовательных взрыва произошли на рынке Лулу-Фу. Жертвами взрыва стали по меньшей мере 27 человек, было ранено более 80. Местные СМИ сообщают, что число жертв может увеличиваться, поскольку многие прохожие получили очень серьезные ранения и на данный момент находятся в реанимации. Известно, что с начала февраля 2015 г. войска Чада совместно с силами Нигерии и Нигера участвуют в операции по борьбе против террористической группировки «Боко Харам», которая продолжает совершать пограничные атаки в ответ на военную кампанию. 9 ноября правительство Чада ввело режим чрезвычайного положения в районе озера Чад. Ранее там произошел теракт: в районе озера подорвались два смертника из группировки «Боко Харам», жертвами атаки стали два человека. По данным агентства, режим чрезвычайного положения был введен на 12 дней. Также сообщается, что  днем ранее в районе озера подорвались два смертника из группировки "Боко Харам", жертвами террористов стали два человека.